# NGC 2594
NGC 2594 (другие обозначения — MCG 4-20-56, ZWG 119.106, PGC 23704) — линзообразная галактика (S0) в созвездии Рака. Открыта Альбертом Мартом в 1865 году.
Галактика удалена на 35 мегапарсек. Её звёздная масса составляет 2,9⋅1010 M⊙, абсолютная звёздная величина в полосе K — −22,36m. У галактики наблюдается полярное кольцо. Галактика богата нейтральным водородом, его масса в NGC 2594 составляет 8,1⋅108 M⊙, а масса пыли — 2,5⋅104 M⊙. Кинематика областей нейтрального водорода в галактике имеет сложный характер.
Этот объект входит в число перечисленных в оригинальной редакции «Нового общего каталога».